# Lýdie

Územní rozsah lýdské říše v 6. století př. n. l.

Lýdie bylo historické území v Malé Asii, shodné zhruba s dnešními tureckými provinciemi İzmir a Manisa. Tradičním centrem země bylo město Sardy. Obyvatelstvo mluvilo lýdštinou, dnes již mrtvým jazykem z anatolské skupiny indoevropských jazyků. Starověká Lýdie hraničila na severu s Mýsií, na východě s Frýgií a na jihu s Kárií – na západě tvořilo její hranici egejské pobřeží a ostrovy, obývané z velké části iónskými Řeky. V Lýdii byly nalezeny nejstarší známé mince z období kolem roku 660 př. n. l.
V době bronzové od 15. století př. n. l. do 12. století př. n. l. zde existovala starověká říše Arzawa. Ve 12. století př. n. l. pak oblast vyplenily mořské národy.

## Dějiny

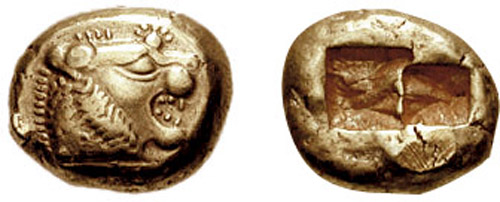
Lýdská mince z elektra

Podle Hérodota pochází název Lýdie od mytického krále Lýda, který údajně žil v době dobytí Tróje, v historických záznamech je však jméno doloženo teprve od 8. století př. n. l., zejména v pramenech asyrských, řeckých a v bibli. Asyřané se mj. zmiňují o zakladateli dynastie Mermnovců Gýgovi, jehož v 5. století př. n. l. několikrát připomněl Hérodotos. Kolem roku 600 př. n. l. ovládali Gýgovi potomci kromě vlastní Lýdie i větší část západu Malé Asie – v té době patřila jejich země k významným mocnostem Předního východu.
Lýdové udržovali s maloasijskými i pevninskými Řeky kulturní a obchodní styky. Často se je snažili ovládnout vojenskou silou, ale Řekové se jim skoro pokaždé dokázali ubránit. Na východě narážely jejich expanzivní snahy na moc médské říše, která po porážce Asýrie posunula své hranice až do bezprostředního sousedství jejich držav. Oba státy spolu vedly zhruba v letech 591–585 př. n. l. vyčerpávající válku. Při rozhodující bitvě, do níž ve snaze vynutit si konečné rozhodnutí nasadily obě strany všechny dostupné síly, rozhodl nakonec vnější faktor – zatmění Slunce – který přiměl Lýdy a Médy k uzavření míru. Od té doby se hranice mezi oběma státy ustálila na toku řeky Halys (dnes Kızılırmak).
Status quo v oblasti znovu porušil teprve poslední lýdský král Kroisos, který v roce 547 př. n. l. napadl dědice médských imperiálních tradic, perského krále Kýra II., byl však poražen a jeho země přičleněna k državám vítěze. Od těch dob byla Lýdie vždy součástí jiných státních útvarů – perské říše, říše Alexandra Velikého, seleukovské monarchie, římského impéria a říše byzantské. A třebaže téměř po celou dobu tvořila v rámci těchto států autonomní územní jednotku, vlastní lýdské zvyky a jazyk ustoupily v průběhu staletí do pozadí ve prospěch řecké kultury. Ta zde převládala až do velkých výbojů seldžuckých Turků v 11. století.

## Seznam králů z rodu Mermnovců
- Gýgés (680–644 př. n. l.)
- Ardys II. (644– asi 625 př. n. l.)
- Sadyattés (asi 625 – asi 600 př. n. l.)
- Alyattés II. (asi 600–560 př. n. l.)
- Kroisos (560–547 př. n. l.)